# Rezerwat przyrody Ostrzyca Proboszczowicka
Rezerwat przyrody „Ostrzyca Proboszczowicka” – florystyczny rezerwat przyrody położony w południowo-zachodniej Polsce na Pogórzu Kaczawskim.

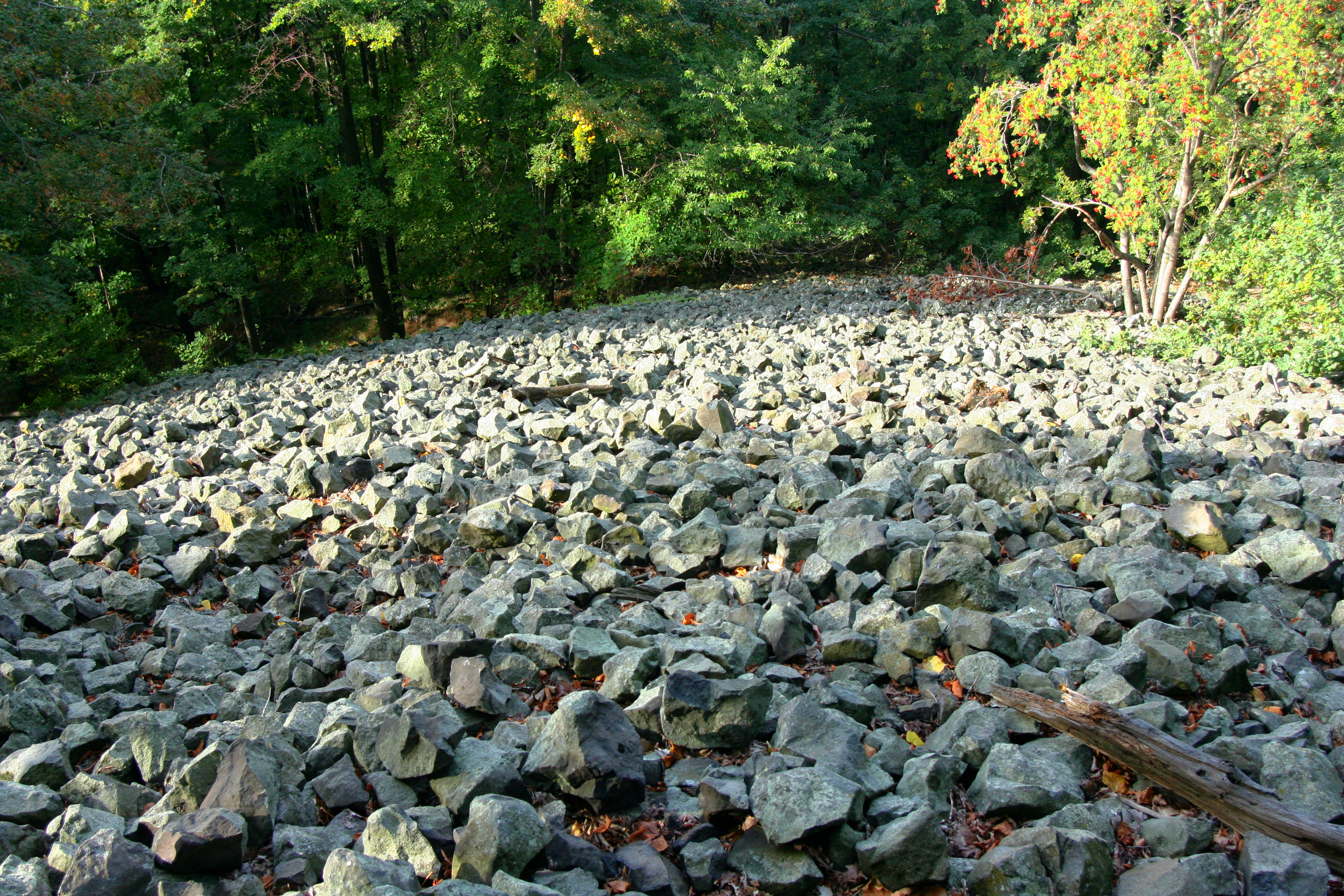
Bazaltowe gołoborze na terenie rezerwatu

## Położenie
Rezerwat znajduje się w województwie dolnośląskim, w powiecie złotoryjskim, w gminie Pielgrzymka – w północno-środkowej części Wysoczyzny Ostrzycy, na Pogórzu Kaczawskim. Obejmuje wierzchołek i zbocza wzniesienia Ostrzyca powyżej wysokości 450 m n.p.m., ok. 2,5 km na południowy zachód od miejscowości Proboszczów.
Rezerwat został utworzony w 1962 roku na wniosek wojewódzkiego Konserwatora Przyrody we Wrocławiu z dnia 26.11.1959 roku, przez Ministra Leśnictwa i Przemysłu Drzewnego zarządzeniem z dnia 31.01.1962 roku. Jest to rezerwat o powierzchni 3,81 ha utworzony dla ochrony ciekawych form geologicznych i wielu rzadkich gatunków roślin chronionych oraz naturalnych zbiorowisk roślinnych. Rezerwat utworzono głównie dla zachowania reliktu trzeciorzędowego wulkanu z unikatowymi w Polsce gołoborzami bazaltowymi i ochrony roślinności naskalnej porastającej szczytową część wzgórza.

## Flora i fauna
Flora w obrębie rezerwatu, zajmującego szczytową partię wzgórza, liczy około 180 taksonów roślin naczyniowych, charakteryzuje się ciekawą listą florystyczną. Najciekawsze gatunki, które można zaobserwować to krwawnik pospolity, kopytnik pospolity, zanokcica murowa, zanokcica skalna, podrzeń żebrowiec, czyścica storzyszek, oset kędzierzawy, buławnik czerwony, wierzbówka kiprzyca, konwalia majowa, śmiałek pogięty, naparstnica zwyczajna, nerecznica samcza, kostrzewa blada, gajowiec żółty, lilia złotogłów, ciemiężyk białokwiatowy, bodziszek cuchnący, przylaszczka pospolita, jastrzębiec leśny, jastrzębiec kosmaczek, prosienicznik gładki, ułudka leśna, kokorycz pusta i kokorycz wątła, kostrzewa barwna, zamokrzyca ryżowa, oman szlachtawa, groszek leśny, groszek wiosenny, kosmatka owłosiona, kosmatka gajowa, kosmatka olbrzymia, perłówka jednokwiatowa, sałatnik leśny, bliźniczka psia trawka, gruszyczka jednokwiatowa, wiechlina gajowa, wiechlina roczna, miodunka plamista, paprotka zwyczajna i wiele innych, w tym kilkanaście objętych ochroną. Skalne zbocza porasta z trudem wciskający się między skały, las odroślowy, który głównie tworzy: jawor, jesion, lipa, wiąz i w mniejszych ilościach dąb. Niżej występuje świerk i brzoza.
Z fauny na terenie rezerwatu występuje: dzik, jeleń, sarna; ze zwierzyny drobnej: lis, kuna leśna, zając szarak, wiewiórka, łasica. W runie i ściółce leśnej żyją gryzonie: mysz leśna i mysz zaroślowa. Z awifauny gnieżdżą się: sójka, orzechówka, kukułka, myszołów zwyczajny, jastrząb, bażant, sowa uszata oraz kilka przedstawicieli dzięciołowatych i drozdowatych. Entomofaunę reprezentują przede wszystkim biegaczowate, kózkowate, kusakowate oraz zwójkowate, a szczególnie zwójka zieloneczka. W rezerwacie żyje rzadki w Sudetach maleńki ślimak świdrzyk oraz dwa gatunki motyli: Aplota kadeniella i Bryotropha basaltinella mające na Ostrzycy jedyne na Dolnym Śląsku stanowiska.
Rezerwat pod względem faunistycznym nie jest najlepiej rozpoznany.

## Historia
Kompleks leśny, na terenie którego położony jest rezerwat, w przeszłości stanowił dobra rycerskie, a w okresie międzywojennym, wchodził w skład prywatnego majątku ziemskiego w Proboszczowie. 21 grudnia 1926 roku władze niemieckie ze względu na wybitne walory przyrodnicze, szczytowe partie wzniesienia Ostrzyca, o powierzchni wynoszącej 2,46 ha, uznały za obszar ochronny. Na obszarze ochronnym na mocy ówczesnego prawa zabroniono uszkadzania roślinności, zakładania kamieniołomów, polowania i płoszenia zwierzyny, oraz umieszczania tablic i ogłoszeń. W 1944 roku wojska niemieckie uznały wzniesienie Ostrzycy za strategiczne w celach obronnych, na stokach wzgórza wykopano kilka linii okopów i założono stanowiska ogniowe, wycinając przy tym część drzewostanu rezerwatu.
Po 1945 roku Ostrzyca przez kilka lat czekała na ponowną prawną ochronę. Rezerwat przyrody o nazwie „Ostrzyca Proboszczowicka” został utworzony dopiero w 1962 roku przez Ministra Leśnictwa i Przemysłu Drzewnego na wniosek wojewódzkiego Konserwatora Przyrody we Wrocławiu. Pierwotna powierzchnia rezerwatu wynosiła 2,16 ha, w następnych latach obszar powiększono do 3,81 ha. W 1982 roku 28 czerwca, na mocy uchwały nr XX/47/82 Wojewódzkiej Rady Narodowej w Legnicy utworzono obszar chronionego krajobrazu „Ostrzyca Proboszczowicka” o powierzchni 11,9 km², który tworzy otulinę dla rezerwatu, z czego 3,2 km² zajmują lasy.

## Inne informacje
Rezerwat położony jest na gruntach Nadleśnictwa Złotoryja. Nadzór sprawuje Regionalny Konserwator Przyrody we Wrocławiu. Rezerwat nie posiada planu ochrony, obowiązują w nim jednak zadania ochronne, na mocy których obszar rezerwatu podlega ochronie czynnej.

## Ciekawostki
- Na Ostrzycy do niedawna swoje jedyne stanowisko w Polsce miał czosnek sztywny (Allium strictum), relikt epoki lodowcowej, obecnie uznany za wymarły na obszarze Polski.
- W 1959 roku prace archeologiczne prowadzone na Ostrzycy stwierdziły istnienie śladów osadnictwa wczesnośredniowiecznego.

## Turystyka
Przez teren rezerwatu prowadzą szlaki turystyczne:
- zielony – fragment Szlaku Zamków Piastowskich prowadzący z Wlenia do Zamku Grodziec.
- żółty – fragment Szlaku Wygasłych Wulkanów prowadzący z Myśliborza do Złotoryi.
- czerwony – Dworek na Ostrzycę.